# 브루노 마르텔라
브루노 마르텔라(이탈리아어: Bruno Martella, 1992년 8월 14일, 이탈리아 아트리 ~ )는 이탈리아의 축구 선수이며 세리에 B 테르나나에서 뛰고있다.